# Призивање зла
Призивање зла (енгл. The Conjuring) је амерички хорор филм из 2013. године. Представља инаугурални филм у франшизи Универзум Призивања зла. То је уједно и филм са највишом зарадом у 2013. години, у категорији хорора. Призивање зла је добро прошао и код филмских критичара, који су га прогласили за један од најбољих хорор филмова свих времена.
Филм прати причу брачног пара, Еда и Лорејн Ворен, који покушавају да истерају злу силу из куће и породице Перон. Призивање зла је засновано на истинитим догађајима који су се збили шездесетих година прошлог века на Роуд Ајленду.
Наставак, Призивање зла 2, објављен је 10. јуна 2016. године.

## Радња
Пре Амитивила постојао је Харисвил. Филм прича застрашујућу причу о Еду и Лорејн Ворен, светски познатим истражитељима паранормалних појава, који су позвани да помогну породици коју на њиховој изолованој фарми терорише мрачна сила. Приморани да се суоче са моћним демонским ентитетом, Воренови схватају да су се ухватили у коштац са најстрашнијим случајем из својих живота.

## Улоге
| Глумац           | Улога          |
| ---------------- | -------------- |
| Вера Фармига     | Лорејн Ворен   |
| Патрик Вилсон    | Ед Ворен       |
| Лили Тејлор      | Керолајн Перон |
| Рон Ливингстон   | Роџер Перон    |
| Шенли Казвел     | Андреа Перон   |
| Хејли Макфарланд | Ненси Перон    |
| Џозеф Бишара     | Батшиба Шерман |

## Спољашњи извори
- Званични веб-сајт
- Призивање зла на веб-сајту  (језик: енглески)
- Призивање зла на веб-сајту  (језик: енглески)
- Призивање зла на веб-сајту  (језик: енглески)
- Призивање зла на веб-сајту  (језик: енглески)